# 黑紫龙胆
黑紫龙胆（学名：Gentiana atropurpurea）是龙胆科龙胆属的植物，是中国的特有植物。分布于中国大陆的云南、四川等地，生长于海拔3,200米至3,800米的地区，一般生长在山坡草地，目前尚未由人工引种栽培。